# 凝血病
凝血病指凝血能力受损的病症，可能导致出现长期或过度出血的倾向。这种出血既可能是自发性的，也可能发生在受伤或手术后。值得注意的是，凝血病有时被错误地称为“凝血障碍”，而凝血障碍其实是凝块形成（血栓）的倾向。

## 迹象和症状
凝血病可能导致不受控制的内部或外部出血，如果不加以治疗，可能会对关节、肌肉或内脏造成损害，并可能危及生命。如有严重症状，应立即寻求医疗护理，这些症状包括严重的外出血、尿液或粪便血液、复视、严重的头颈部疼痛、反复呕吐、行走困难、抽搐或癫痫发作。如果经受轻微但不可阻挡的外部出血或关节肿胀和僵硬，也应该及时寻求医疗护理。

## 机理

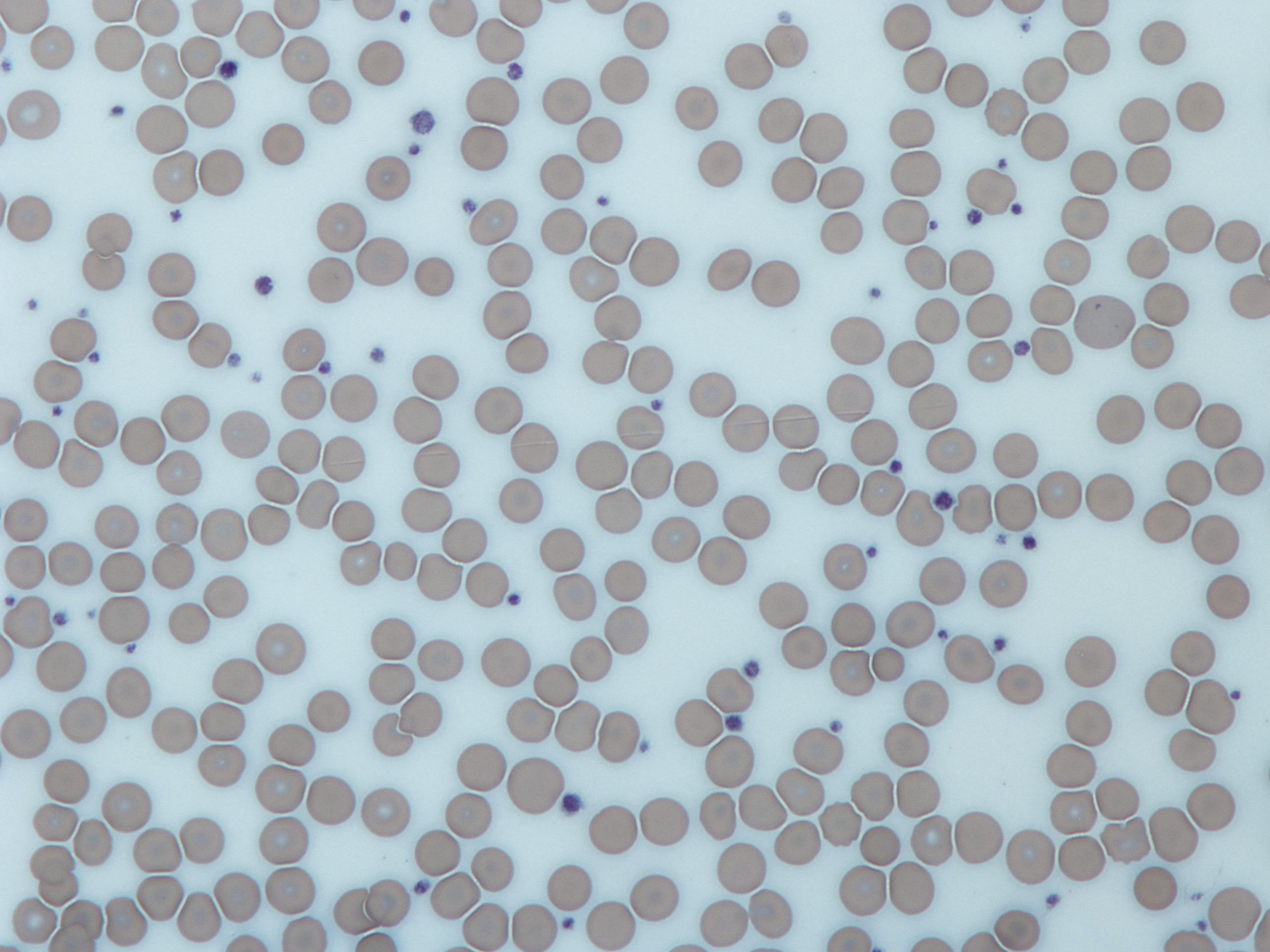
血小板

正常的凝血过程依赖血液中各种蛋白质的相互作用。凝血病可能由血液凝固蛋白（凝血因子）水平降低或缺乏引起。血友病和類血友病等遗传性疾病可导致凝血因子减少。
华法林等抗凝剂也可以阻止凝血。血小板功能障碍或水平降低，也可能发生凝血功能障碍。